# Sonate K. 170
La sonate K. 170 (L.303) en ut majeur est une œuvre pour clavier du compositeur italien Domenico Scarlatti.

## Présentation
La sonate K. 170, en ut majeur, est notée Andante moderato è cantabile, puis, dans sa seconde partie Allegro à 
. Ici Scarlatti explore, comme dans les sonates K. 162 et 176, une autre variété de forme binaire.

## Manuscrits
Le manuscrit principal est le numéro 23 du volume I (Ms. 9772) de Venise (1752), copié pour Maria Barbara ; l'autre est Parme I 23 (Ms. A. G. 31406).

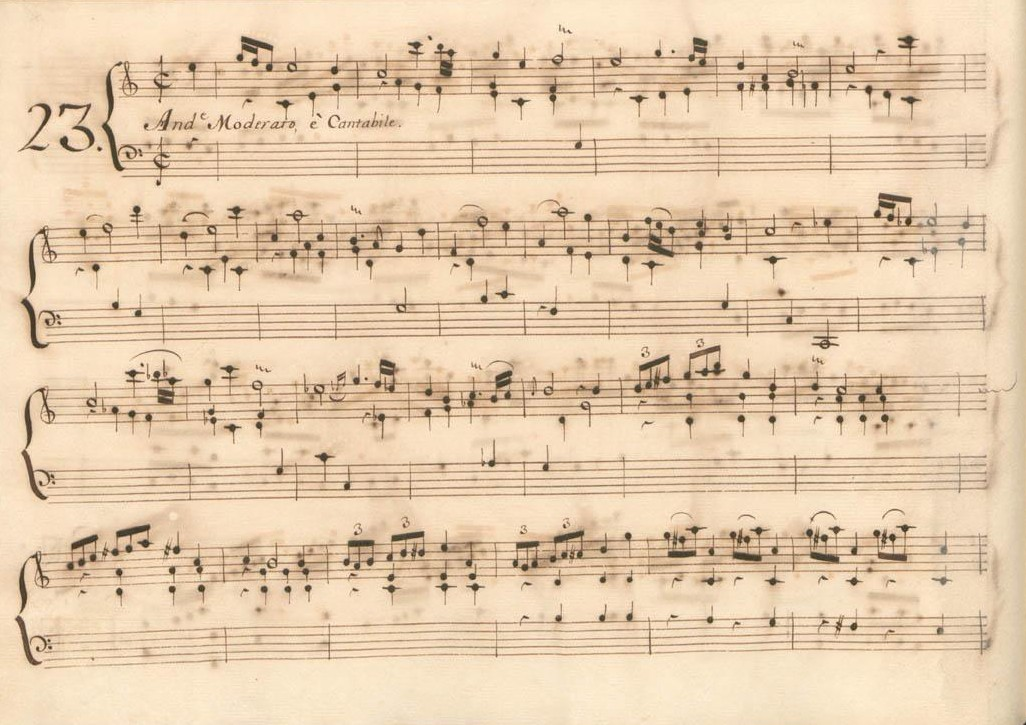
Parme I 23.
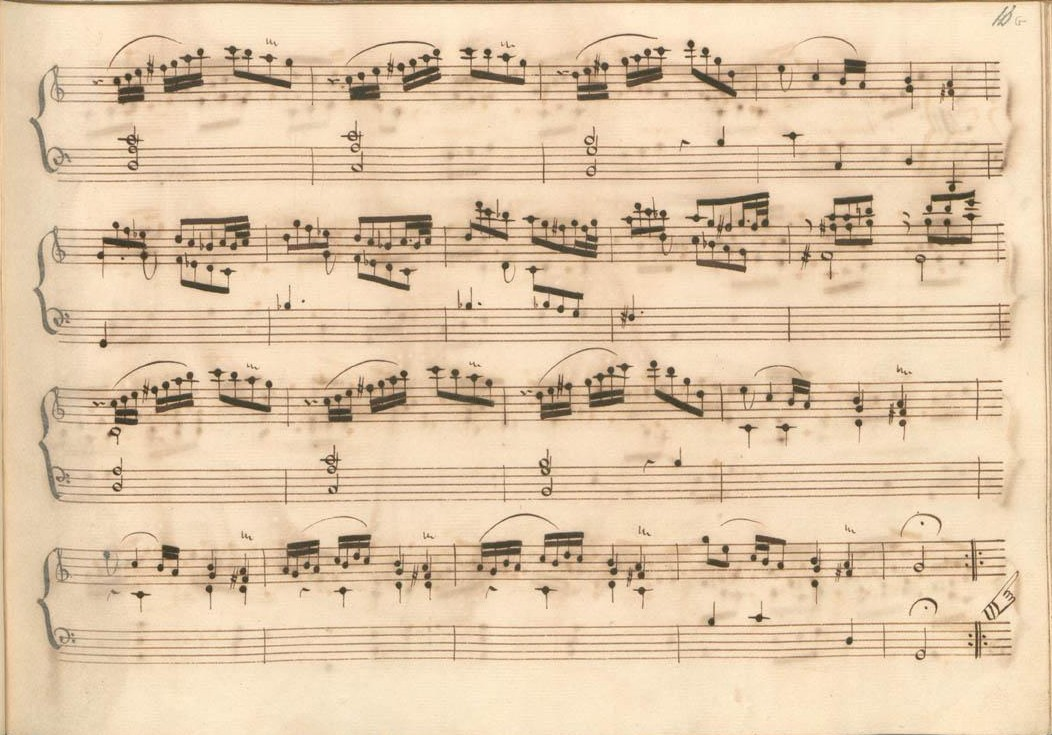
Seconde page (Parme).
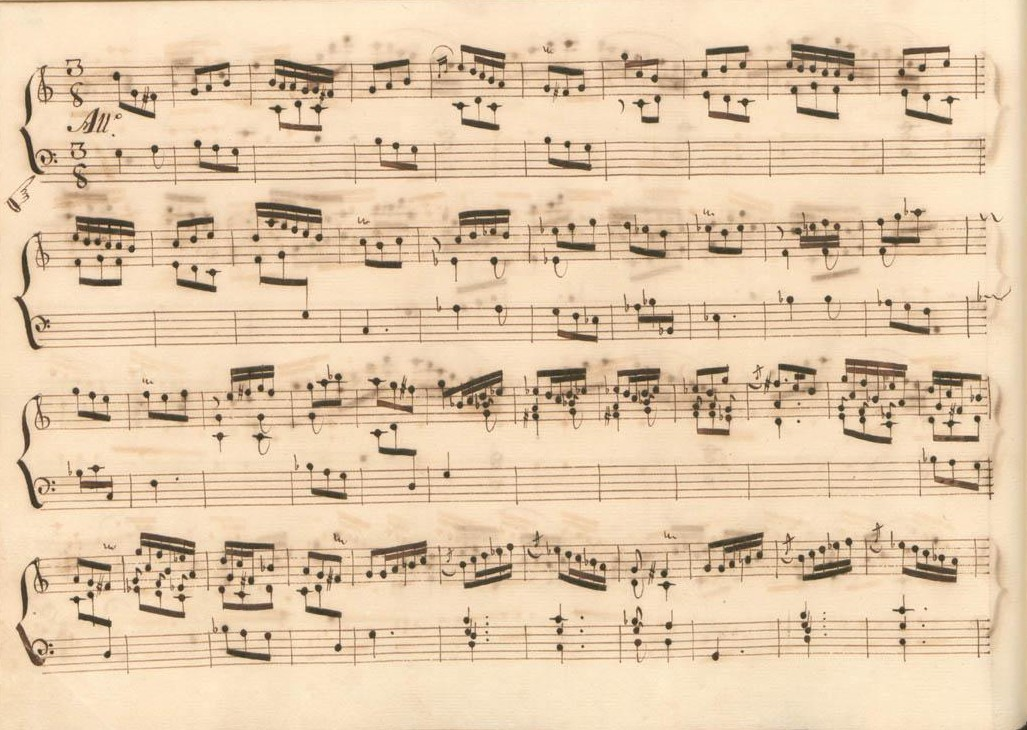
Début de l'Allegro (Parme).
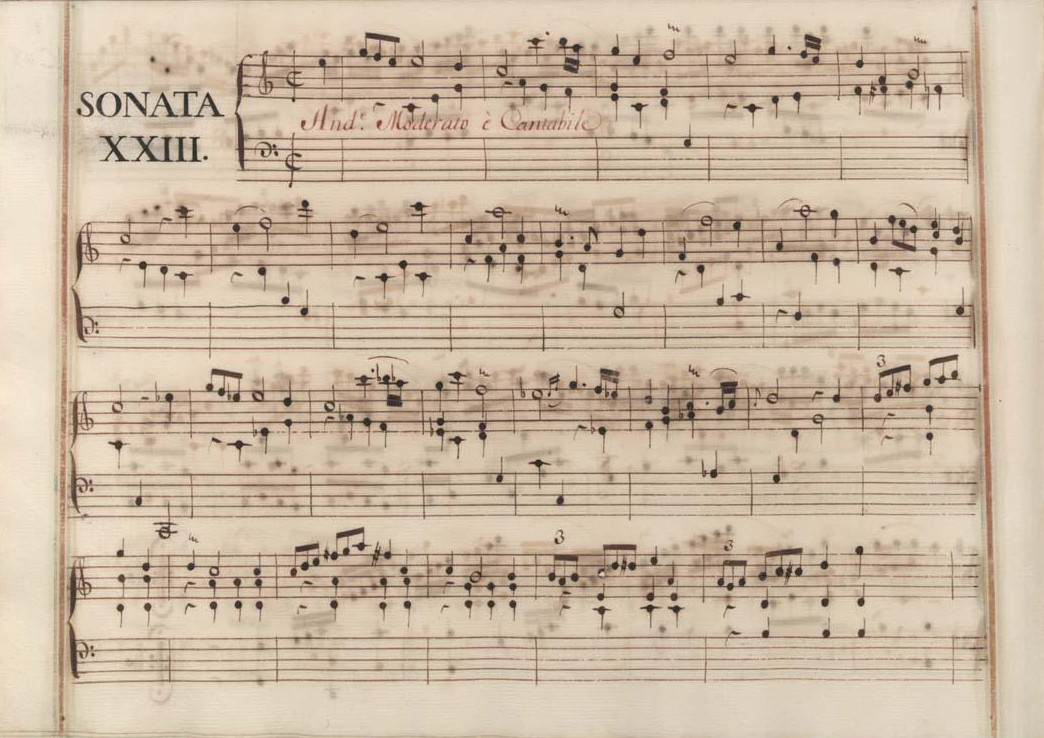
Venise I 23.
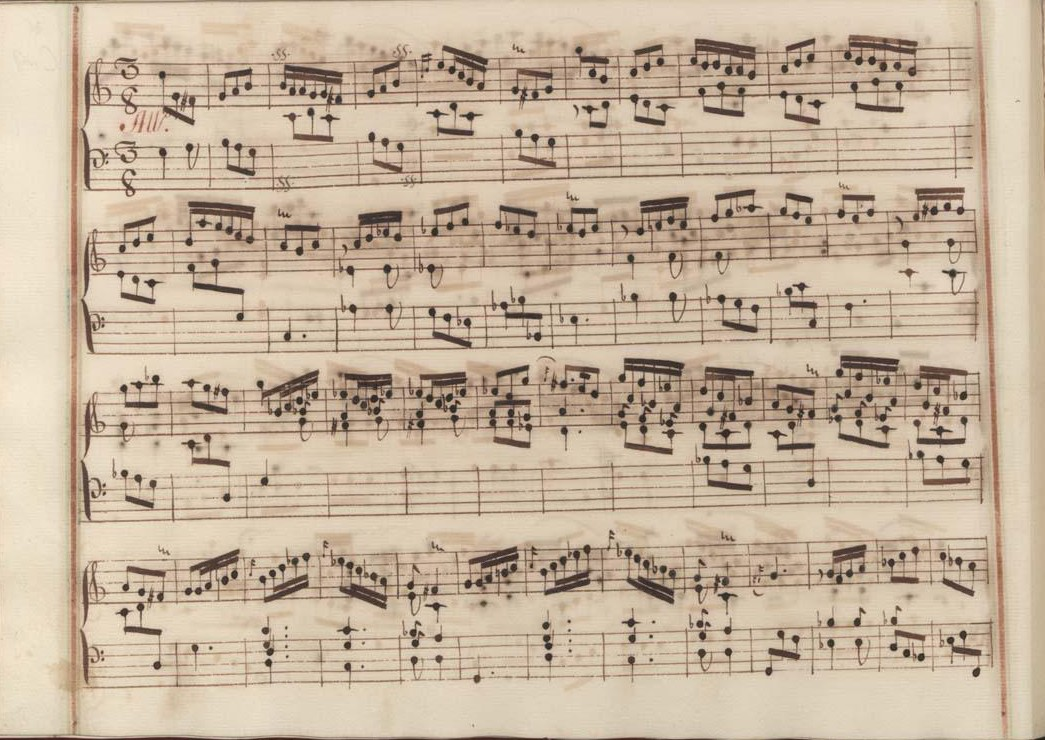
Début de l'Allegro (Venise).

## Interprètes
La sonate K. 170 est défendue au piano, notamment par Nikolaï Demidenko (2003, AGPL), Francesco Nicolosi (2007, Naxos, vol. 9), Andrea Bacchetti (2013, RCA), Carlo Grante (2009, Music & Arts, vol. 1) ; au clavecin par Scott Ross (1985, Erato), Richard Lester (2004, Nimbus, vol. 1), Pieter-Jan Belder (Brilliant Classics, vol. 4) et Pierre Hantaï (2018, Mirare, vol. 6).

## Sources
: document utilisé comme source pour la rédaction de cet article.
- Ralph Kirkpatrick (trad. de l'anglais par Dennis Collins), Domenico Scarlatti, Paris, Lattès, coll. « Musique et Musiciens », 1982 (1re éd. 1953 (en)), 493 p. (ISBN 978-2-7096-0118-4, OCLC 954954205, BNF 34689181).
- Alain de Chambure, « Domenico Scarlatti : Intégrale des sonates — Scott Ross », Erato (2564-62092-2), 1985 (OCLC 891183737) .